# Leptochilus exornatus
Leptochilus exornatus är en stekelart som beskrevs av Kurzenko 1974. Leptochilus exornatus ingår i släktet Leptochilus och familjen Eumenidae. Inga underarter finns listade i Catalogue of Life.